# Campiglossa murina
Campiglossa murina este o specie de muște din genul Campiglossa, familia Tephritidae. A fost descrisă pentru prima dată de Doane în anul 1899. Conform Catalogue of Life specia Campiglossa murina nu are subspecii cunoscute.